# Jennifer Hosten
Jennifer Hosten (ur. 1948 w Saint George’s) – grenadyjska modelka, zwyciężczyni dwudziestego konkursu Miss World, który odbył się w 1970 roku. Jest także pierwszą ciemnoskórą modelką, która zdobyła ten tytuł.